# Anna Meares
Anna Meares (n. 21 septembrie 1983, Blackwater⁠(d), Queensland, Australia) este o ciclistă australiană, medaliată olimpică. A participat la 4 ediții ale Jocurilor Olimpice (2004, 2008, 2012, 2016) în care a câștigat o medalie de aur.